# Trendbereinigende Fluktuationsanalyse
Die trendbereinigende Fluktuationsanalyse (engl. detrended fluctuation analysis DFA) ist ein mathematisches Hilfsmittel zur Analyse von Zeitreihen, Messreihen und beliebigen äquidistanten Sequenzen. Sie dient der Quantifizierung von Langzeitkorrelationen und hilft u. a. bei der Beschreibung und Vorhersage des Verhaltens komplexer Systeme.
Die untersuchten Reihen bestehen in der Regel aus einer Zufalls- und einer systematischen Komponente (Nichtstationarität zumindest des ersten Moments), die sich nicht ohne weiteres trennen lassen. Unter der Annahme einer additiven Zusammensetzung lassen sich die Autokorrelationen auf großen Zeitskalen mittels der DFA charakterisieren, wobei die systematischen Änderungen (Trends) auf allen Skalen ausgeblendet werden (Trendbereinigung). Dies ist etwa mit der numerisch berechneten Autokorrelationsfunktion nicht möglich, da sie einerseits Stationarität (Trendfreiheit) voraussetzt und andererseits auf großen Skalen stark fluktuiert.
Die DFA wird u. a. bei der Analyse biologischer Daten angewendet, beispielsweise bei der Erkennung von codierenden Bereichen in Gensequenzen der DNA. Darüber hinaus wird sie auch zur Untersuchung von meteorologischen und hydrologischen Daten verwendet, beispielsweise zur Untersuchung der Langzeitabhängigkeiten von Temperaturen und Niederschlagsmengen.